# Stefan Dzierżek
Stefan Dzierżek (ur. 23 września 1913 w Szymanowicach, zm. 3 sierpnia 2005 w Kaliszu) – polski duchowny katolicki, jezuita, działacz opozycyjny w PRL, honorowy obywatel Kalisza.

## Życiorys
Do nowicjatu jezuickiego wstąpił w 1928. W 1937 rozpoczął studia fizyczne na Uniwersytecie Stefana Batorego w Wilnie. Wziął udział w kampanii wrześniowej jako ochotnik. Przez pewien czas był więziony – został aresztowany przez gestapo w marcu 1942. 3 października 1944 przyjął w Wilnie święcenia kapłańskie.
W 1946 na polecenie przełożonych zakonnych przyjechał do Polski. Pełnił wiele funkcji w zakonie jezuitów, w latach 1962–1967 był prowincjałem w Kaliszu. Działał w kaliskich środowiskach opozycyjnych, był kapelanem, pomagał represjonowanym. W stanie wojennym naraził się władzom państwowym wystawieniem żłóbka o wymowie politycznej. Był dwukrotnie aresztowany, skazywano go na rok więzienia w zawieszeniu oraz dwa miesiące więzienia. Swoją działalność w opozycji opisał we wspomnieniowej książce Gdy odwaga kosztowała (1991).
Został odznaczony m.in. Złotym Krzyżem Zasługi z Mieczami (1944), Krzyżem Walecznych (czterokrotnie), Medalem Wojska, Krzyżem Armii Krajowej, Krzyżem Kawalerskim Orderu Odrodzenia Polski. Otrzymał również odznakę "Zasłużony dla miasta Kalisza" (1991), tytuł honorowego obywatela tego miasta, tytuł Honorowego Członka NSZZ „Solidarność” (1995).

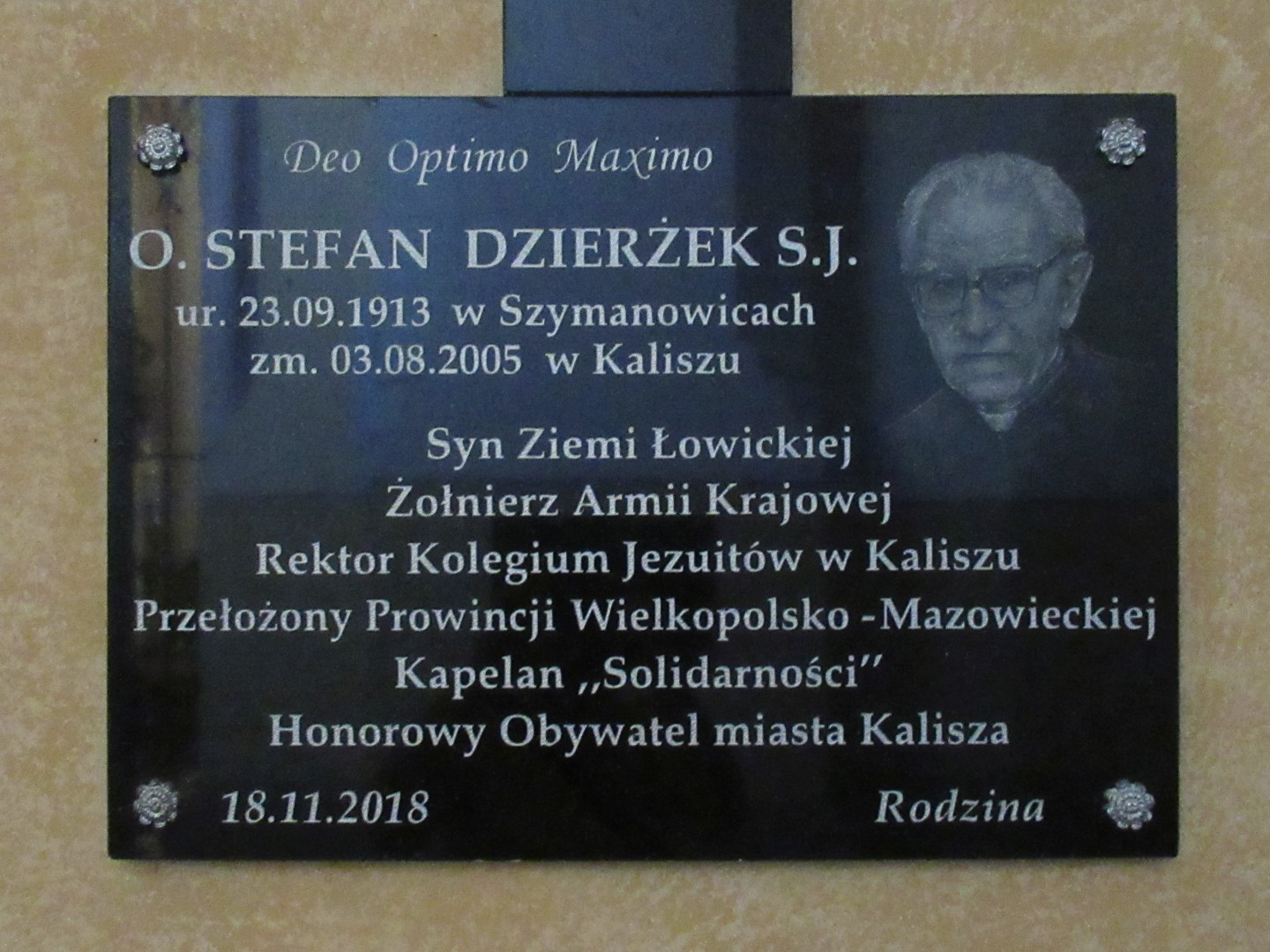
Epitafium w kościele w Zdunach w powiecie łowickim